# Hypericum maleevii
Hypericum maleevii är en johannesörtsväxtart som beskrevs av A.S. Zernov och A.G. Jelenevski. Hypericum maleevii ingår i släktet johannesörter, och familjen johannesörtsväxter. Inga underarter finns listade i Catalogue of Life.